# Loučeň
Loučeň (Duits: Lautschin) is een vlek (městys) in de regio Midden-Bohemen, en maakt deel uit van het district Nymburk. Loučeň telt 1385 inwoners (2023).

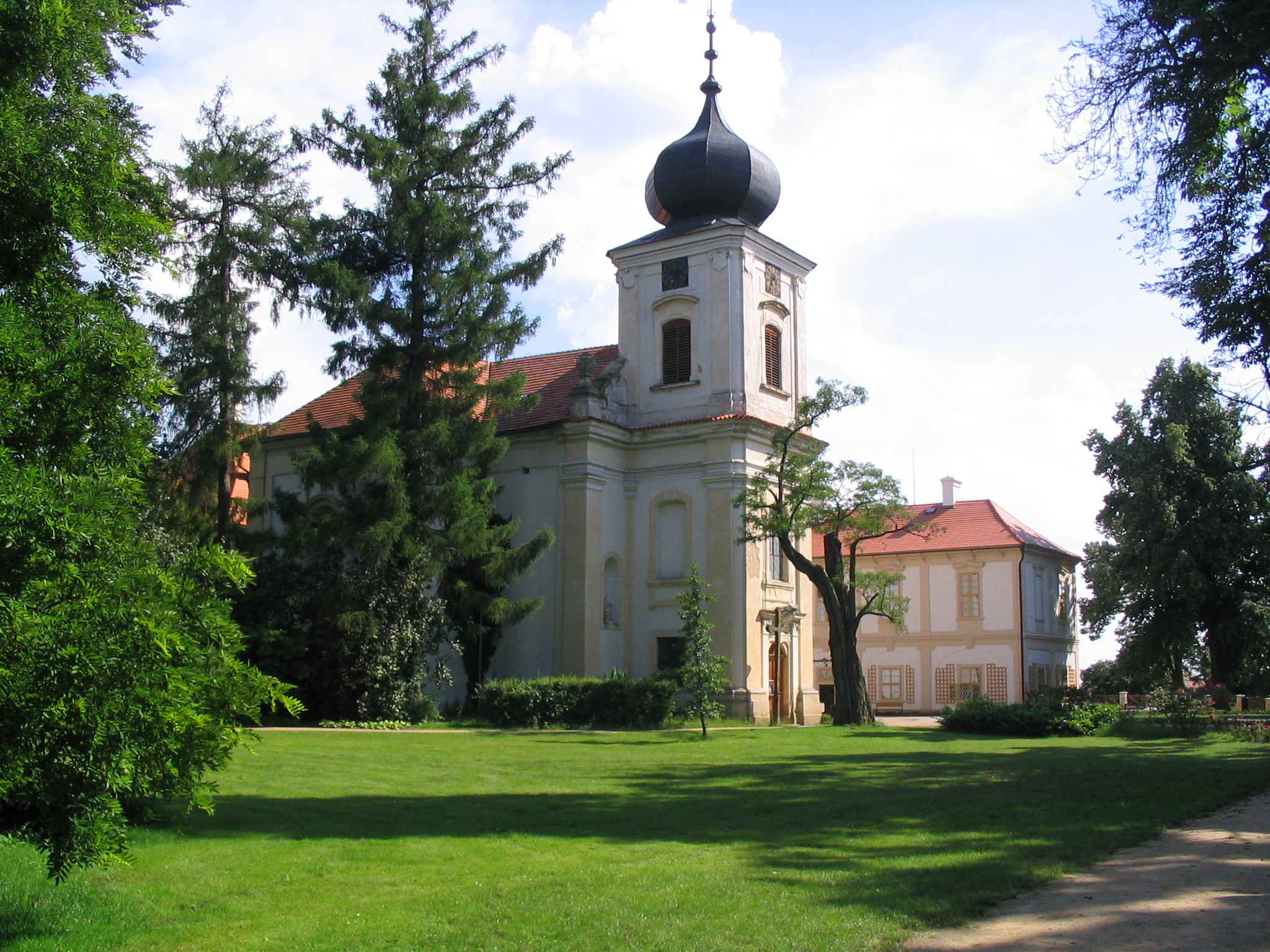
Kerk en slot Loučeň

## Geschiedenis
- 1223 – De eerste schriftelijke vermelding van Loučeň.
- 2006 – De gemeente Loučeň krijgt (opnieuw) de status vlek.[1]

## Bezienswaardigheid
- Slot Loučeň